# جاميس تشارلتون
جاميس أي تشارلتون مؤلف أمريكي وناشط في مجال حقوق الإعاقة ونائب الرئيس التنفيذي لشؤون المعيشة في شيكاغو.

## المهنة
لديه شهادة في الدراسات العليا من جامعة شيكاغو. يعمل منصب مدير البرنامج ونائب الرئيس التنفيذي ورئيس القائم لشؤون المعيشة منذ عام 1985 . كان تشارلتون استاذ مساعد في قسم الإعاقة والتنمية البشرية في جامعة إلينوي في شيكاغو. وكان عضو في مجلس إدارة هيئة النقل في شيكاغو.
- في عام 2000، نشر كتاب (لا شئ عنا بدوننا): اضطهاد العجز والتمكين.
- قام تشارلتون بتأليف مقال في مجلة هامشية حول الأشخاص المعوقين باعتباره (منبوذاً مزدوجاً)